# 和平暗沙
和平暗沙，位于南沙群岛东部，费信岛东北约3.5海里。1935年中华民国出版的《水陆地图审查委员会会刊》第一期刊登的《中国南海各岛屿华英名对照表》公布的名称为“汤姆斯第三滩”，1947年中华民国内政部方域司审定公布的和1983年中华人民共和国中国地名委员会授权公布的标准名称均为“和平暗沙”。西方文献一般称为“3rd Thomas Shoal”。